# 2010年代にデビューしたプロレスラー一覧
2010年代にデビューしたプロレスラー一覧は、2010年（平成22年）から2019年（令和元年）までの10年間にデビューしたプロレスラーの一覧である。

## 2010年(平成22年)
- 1月
  - 中之上靖文(2日)
  - 岩虎タケト(3日)
- 2月
  - 松本崇寿(5日)
  - 横山佳和(28日)
- 3月
  - エル・デスペラード(7日)
  - 平田一喜(14日)
  - つくし(14日)
  - 下野佐和子(21日)
  - T-Hawk(29日)
- 4月
  - バッドラック・ファレ(4日)
  - FUMA(11日)
  - 曹駿(19日)
  - 児玉裕輔(23日)
  - 安藤雅生(25日)
  - 帯広さやか(29日)
- 5月
  - 柊くるみ(3日)
  - ノリ・ダ・ファンキーシビレサス(5日)
- 6月
  - MUSASHI(11日)
  - 遠藤マメ(13日)
- 7月
  - ウエザイル(10日)
  - ムーン瑞月(18日)
- 8月
  - メルセデス・モネ(8日)
  - ロマン・レインズ(19日)
  - 髙橋ヒロム(24日)
- 9月
  - 那須晃太郎(18日)
  - 鈴川真一(25日)
- 10月
  - アレックス・リー(2日)
- 11月
  - 矢神葵(13日)
  - 飯田美花(21日)
  - ミスティコ(25日)
  - DOUKI(不明)
- 12月
  - サミー・ゲバラ(11日)
  - ルビー・ライオット(18日)
  - masu-me(23日)
  - 宮城もち(25日)

## 2011年(平成23年)
- 1月
  - 征矢匠(2日)
  - 冨永真一郎(3日)
  - ジョシュ・オブライエン(19日)
  - 岩谷麻優(23日)
  - 世志琥(23日)
  - 星輝ありさ(23日)
  - 美闘陽子(23日)
  - 須佐えり(23日)
  - 夢(23日)
- 2月
  - 大谷将司(2日)
  - 風戸大智(16日)
  - 内藤メアリ(26日)
- 3月
  - 新田猫子(2日)
  - 橋本大地(6日)
  - 成宮真希(19日)
  - バンディード(19日)
  - たま子(21日)
- 4月
  - 勝愛実(3日)
  - Sareee(17日)
  - 林小雪(17日)
- 5月
  - トランザム★ヒロシ(4日)
  - 雷電(6日)
  - EVIL(13日)
  - Eita(30日)
  - ヨースケ♡サンタマリア(30日)
- 6月
  - 川野夏実(16日)
  - バンディード(19日)
  - 長野ドラミ(19日)
  - 鹿島沙希(26日)
- 8月
  - 川佐ナナ(7日)
  - ラビット美兎(7日)
  - 舞牙(21日)
  - 蓮香誠(26日)
- 9月
  - マット・リーヴォルト(17日)
  - マサ北宮(25日)
  - ネイサン・エバーハート(30日)
- 10月
  - ギアニー・ヴァレッタ(22日)
- 11月
  - ハイジ・カトリーナ(5日)
  - サラ・ローガン(8日)
  - ゲイブ・キッド(12日)
  - 土肥孝司(24日)
- 12月
  - HARUKAZE(25日)
  - 黒潮"イケメン"二郎(30日)

## 2012年(平成24年)
- 1月
  - カイリ・セイン(7日)
  - 郡司歩(14日)
  - がばいじいちゃん(22日)
  - 翔月なつみ(22日)
- 2月
  - 将軍岡本(17日)
- 3月
  - ジ・インテリジェンス・センセーショナル・グランド・パッションマスク4号(8日)
- 4月
  - ウィル・オスプレイ(1日)
  - 遠藤哲哉(1日)
  - 本田アユム(8日)
  - 神谷英慶(13日)
  - 夕陽(24日)
- 5月
  - 伊東優作(4日)
  - 高橋匡哉(24日)
- 7月
  - ドリュー・パーカー(11日)
  - コーディ・ホール(14日)
  - アンディ・ウー(15日)
- 8月
  - 竹下幸之介(18日)
  - ライディーン鋼(19日)
- 9月
  - トーア・ヘナーレ(1日)
- 10月
  - キング・コービン(18日)
  - エリック・アーント(25日)
  - アシュリー・フレアー(25日)
  - 洞口義浩(26日)
- 11月
  - 岩本煌史(4日)
  - 石田慎也(4日)
  - デズモンド・エグザビエ(5日)
  - 世羅りさ(10日)
  - SHO(15日)
  - YOH(19日)
  - 服部健太(25日)
- 12月
  - 河原成幸(4日)
  - ビー・プレストリー(21日)
  - デビッド・フィンレー(22日)
  - 横尾由衣(24日)
  - SAKI(29日)
  - 瑞希(29日)
  - 235(31日)
  - 寺田浩子(31日)
  - えーりん(31日)
  - 堀田祥子(31日)

## 2013年(平成25年)
- 1月
  - SAGAT(14日)
  - UTAMARO(25日)
- 2月
  - ドリラ・モロニー(8日)
  - 熊野準(9日)
  - 吉乃すみれ(17日)
  - ジェイ・ホワイト(19日)
  - 「ことり」(23日)
  - Kouzy(23日)
  - 織部克巳(24日)
  - 藤原ライオン(28日)
- 4月
  - U-T(14日)
  - 瀧澤晃頼(27日)
  - 彩羽匠(29日)
- 5月
  - 秋庭遼也(12日)
  - 稲葉大樹(24日)
  - ビッグR清水(25日)
  - 藤田あかね(25日)
- 6月
  - ラ・ピート(15日)
  - 信玄(15日)
  - 雄馬(16日)
  - 小林香萌(28日)
- 7月
  - 三富政行(28日)
- 8月
  - アレックス・ハマーストーン(10日)
  - 山下実優(17日)
  - 中島翔子(17日)
  - 木場千景(17日)
  - KANNA(17日)
  - 赤井沙希(18日)
  - 藤ヶ崎矢子(18日)
  - ティーダヒート(24日)
  - 弓李(25日)
- 9月
  - 太陽塔仮面(1日)
  - 首里ジョー(27日)
- 10月
  - AZM(10日)
  - 河村知哉(23日)
  - 日向小陽(30日)
  - 夏すみれ(30日)
- 11月
  - コグマ(4日)
  - 山下りな(4日)
  - HASEGAWA(10日)
  - LEONA(19日)
  - 蓮見隆太(19日)
- 12月
  - 坂崎ユカ(1日)
  - のの子(1日)
  - 高田あゆみ(1日)
  - 清水愛(1日)
  - 植木嵩行(15日)
  - 力(16日)
  - 大野翔士(23日)
  - 優華(31日)
  - 王彬(31日)
  - 神田愛実(31日)

## 2014年(平成26年)
- 1月
  - ドラゴン・リー(1日)
  - まなせゆうな(12日)
  - 辰巳リカ(28日)
- 3月
  - 寧々∞D.a.i(1日)
  - 野村直矢(30日)
  - あきば栞(30日)
- 4月
  - 勝俣瞬馬(4日)
  - 北沢ふきん(6日)
  - 林結愛(20日)
  - 青木真也(27日)
  - エル・リンダマン(29日)
  - 吉野コータロー(29日)
- 5月
  - リアル・イヌナキン(5日)
  - クリス・リッジウェイ(16日)
- 6月
  - 寿ゆり(7日)
  - ビッグ・THE・良寛(7日)
  - 勝村周一朗(8日)
  - テッサ・ブランチャード(13日)
  - リキンクル(29日)
- 7月
  - 葉月(6日)
  - "レメイ"明日輝(10日)
- 8月
  - ミウラアカネ(2日)
  - 佐久田俊行(6日)
  - 関札皓太(6日)
  - 大下敢(6日)
  - 白くま(10日)
  - ウルトラソーキ(23日)
  - 小山寛大(31日)
  - HANA(31日)
- 9月
  - ショーティ・G(5日)
  - 鈴木心(15日)
- 10月
  - ヴェルヴェティーン・ドリーム(3日)
  - 田中盟子(5日)
  - ティーラン獅沙(24日)
  - HIRO'e(29日)
  - 山口ルツコ(30日)
- 11月
  - 兼平大介(2日)
  - 渡辺桃(16日)
  - 雪妃真矢(24日)
  - アンドラス宮城(24日)
  - 仲川翔大(27日)
  - 中山貴博(27日)
  - 伊香保京介(27日)
  - 岩崎孝樹(28日)
  - 梅田公太(28日)
  - 中津良太(28日)
  - 樋口和貞(28日)
  - 鈴木大(28日)
  - 宮武俊(28日)
- 12月
  - 江利川祐(13日)
  - 青柳優馬(14日)
  - ザッカリー・ウェンツ(17日)
  - リディック・モス(18日)
  - ブラウン・ストローマン(19日)

## 2015年(平成27年)
- 1月
  - バリヤンアッキ(28日)
- 2月
  - マット・リドル(7日)
  - 芦野祥太郎(13日)
  - 羆嵐(13日)
  - 谷口弘晃(21日)
  - 小波(25日)
  - ハイパーミサヲ(28日)
  - MIZUHO(28日)
- 3月
  - タッカー(12日)
  - オルカ宇藤(25日)
  - 大森達男(25日)
  - 大谷譲二(28日)
- 4月
  - アカム(4日)
  - 岡田剛史(18日)
  - 菊田一美(30日)
- 5月
  - 佐山駿介(3日)
  - 磐城利樹(5日)
  - フリップ・ゴードン(6日)
  - ナイア・ジャックス(14日)
  - ザイヤ・ブルックサイド(16日)
  - 阿部史典(17日)
  - 友寄志郎(30日)
  - 榎本陽介(31日)
  - 安納サオリ(31日)
  - なつぽい(31日)
  - 尾﨑妹加(31日)
  - 角田奈穂(31日)
  - 本間多恵(31日)
- 6月
  - ジェイク・リー(4日)[1]
  - リヴ・モーガン(27日)
- 7月
  - 岩田美香(12日)
- 8月
  - 朱崇花(10日)
  - MAO(23日)
  - 渡瀬瑞基(23日)
  - ココ夏三郎(29日)
  - フランシスコ・アキラ(29日)
- 9月
  - 田馬場貴裕(3日)
  - 最上九(6日)
  - 浅川紫悠(6日)
  - まるこ(6日)
  - 播磨佑紀(6日)
  - 仁科鋭美(6日)
  - 石田凱士(11日)
  - 山村武寛(11日)
  - 青木魔太郎(20日)
  - 滝川あずさ(22日)
  - シェイナ・ベイズラー(26日)
- 10月
  - 菊池悠斗(4日)
  - 橋本千紘(11日)
  - スターライト・キッド(11日)
  - 美邑弘海(11日)
  - 佐藤恵一(23日)
- 11月
  - 吉田綾斗(1日)
  - ダイナソー拓真(1日)
  - ジャングル叫女(15日)
- 12月
  - 清宮海斗(9日)
  - マクスウェル・ジェイコブ・フリードマン(12日)
  - ヒージャー・キッドマン(26日)
  - 北爪秀俊(27日)

## 2016年(平成28年)
- 1月
  - マスター・ワト(3日)
  - 金光輝明(3日)
  - 優宇(4日)
  - 天満のどか(4日)
  - 小橋マリカ(4日)
  - レーザー(30日)
  - 結奈(31日)
  - 茉莉(31日)
  - 櫻井匠(31日)
  - カーベル伊藤(不明)
- 2月
  - 桃野美桜(13日)
  - 本城匠(25日)
- 3月
  - 島谷常寛(5日)
  - 下村大樹(5日)
  - テキーラ沙弥(12日)
  - 藤村康平(20日)
  - 金龍(27日)
  - 才木玲佳(30日)
  - 木村花(30日)
  - 頓所隼(30日)
  - 立花誠吾(30日)
- 4月
  - 皇壮馬(2日)
  - 野村卓矢(5日)
  - 加島大輔(17日)
  - シュン・スカイウォーカー(22日)
  - Ben-K(22日)
- 5月
  - ドラゴン・リブレ(2日)
  - 門倉凛(3日)
- 6月
  - 近藤"ド根性"洋史(18日)
  - アーサ米夏(22日)
  - 鬼塚真紀(22日)
  - 神崎ユウキ(23日)
  - 松屋うの(25日)
- 7月
  - オーティス(8日)
  - 中野たむ(18日)
  - 飯塚優(21日)
  - 脇田真一朗(24日)
  - RINO(24日)
  - アイビス咲蘭(24日)
- 8月
  - 黒音まほ(13日)
  - H・Y・O(14日)
- 9月
  - 山下金吾(4日)
  - 野崎広大(11日)
  - 伊藤貴則(18日)
  - 木下亨平(25日)
  - タナカ岩石(27日)
  - S・P・S(30日)
- 10月
  - 紺乃美鶴(4日)
  - 後藤恵介(10日)
  - 池野真奈美(10日)
  - ライジングHAYATO(15日)
  - 上野勇希(17日)
  - 泰里(28日)
  - 花澄(28日)
  - チェスカ(28日)
  - 吉岡勇紀(29日)
  - 刀羅ナツコ(30日)
  - 井土徹也(31日)
- 11月
  - クリス・オンドーフ(6日)
  - ERINA(6日)
  - ヒクレオ(12日)
  - アンドロメダKEN(12日)
  - ルアカ(20日)
- 12月
  - 高嶋喝己(1日)
  - 大門寺崇(3日)
  - 吉村直巳(4日)
  - ゆに(4日)
  - 伊藤麻希(11日)
  - ハラキリ・ハカタJr.(14日)
  - YANAGAWA(22日)

## 2017年(平成29年)
- 1月
  - グレート-O-カーン(3日)
  - 岡田佑介(9日)
  - 高瀬みゆき(15日)
  - 竹田光珠(16日)
  - 青木優也(17日)
- 2月
  - 五十嵐乃愛(12日)
- 3月
  - 清水ひかり(5日)
  - 北村克哉(13日)
  - 大瀬良泰貴(18日)
  - 川村興史(18日)
  - トトロさつき(26日)
  - 関口翔(26日)
- 4月
  - 一(2日)
  - 羽南(9日)
  - 海野翔太(13日)
  - クラーク・コナーズ(15日)
  - 田中ミキ(15日)
  - 井坂レオ(15日)
  - 青木いつ希(16日)
  - ポークたま子(23日)
  - 白いんこ(23日)
  - 華DATE(24日)
  - 直DATE(24日)
  - 法DATE(24日)
  - 華蓮DATE(24日)
  - 中野貴人(29日)
- 5月
  - ボラ・デ・アロス(1日)
  - 八木哲大(9日)
  - 清水来人(21日)
- 6月
  - 星いぶき(11日)
  - 青野未来(25日)
- 7月
  - シークヮーサー☆Z(2日)
  - 成田蓮(4日)
  - 愛海(15日)
  - 渋沢四季(16日)
  - アンドレザ・ジャイアントパンダ(30日)
- 8月
  - 神野聖人(5日)
  - 森廣祐基(8日)
  - 宮脇純太(12日)
  - 飯野雄貴(20日)
  - 上福ゆき(26日)
  - 朝陽(27日)
  - 葉月イナ(31日)
- 9月
  - 佐藤嗣崇(2日)
  - 納谷幸男(14日)
  - テバサキーダー(17日)
  - 佐藤亜海(24日)
  - 金城真央(25日)
- 10月
  - 浦博旭(12日)
  - 岩崎永遠(13日)
  - 福島昇治(13日)
  - 笹村あやめ(15日)
  - 沙恵(25日)
  - 杏夏(25日)
  - ジュリア(29日)
- 11月
  - ジャック・モリス(4日)
  - 平田智也(13日)
  - 馬場拓海(18日)
- 12月
  - 室田渓人(2日)
  - 椎葉おうじ(8日)
  - 香取貴大(17日)
  - ひめか(24日)

## 2018年(平成30年)
- 1月
  - 加藤拓歩(2日)
  - らく(4日)
  - 乃蒼ヒカリ(4日)
  - 渡辺未詩(4日)
  - ぴぴぴぴぴなの(4日)
  - 鷲田周平(20日)
  - 石坂ブライアン(28日)
- 2月
  - トアン・イーナン(2日)
  - ジンジャー(2日)
  - ヤン・ハオ(2日)
  - 真栄田ミサキ(11日)
  - クエルボ・ネグロ(11日)
  - 北村彰基(12日)
  - 水森由菜(28日)
- 3月
  - 山口菜緒(4日)
  - 小野崎玲皇(25日)
  - 石川勇希(26日)
  - ナツミ(28日)
- 4月
  - ヒロ田北(1日)
  - 蝦名和紀(7日)
  - 谷もも(8日)
  - 未依(8日)
  - 櫻井裕太(8日)
  - 上村優也(10日)
  - 辻陽太(10日)
  - マリ卍(15日)
  - 兵頭彰(21日)
  - 花見達也(22日)
  - 進垣リナ(22日)
  - 鈴木裕太(26日)
- 5月
  - 愛野ユキ(3日)
  - 網倉理奈(13日)
  - 駿河メイ(27日)
- 6月
  - 杏ちゃむ(16日)
  - 渡邉龍太朗(17日)
- 7月
  - BONITA(1日)
  - 箕浦康太(5日)
  - 関根シュレック秀樹(7日)
  - 島童風太(16日)
- 8月
  - 白川未奈(5日)
  - 神童ミコト(8日)
  - 林下詩美(12日)
  - 飴宮さゆり(12日)
- 9月
  - 稲村愛輝(2日)
  - 本田竜輝(2日)
- 10月
  - 吏南(13日)
  - 妃南(13日)
  - 魔苦・怒鳴門(13日)
  - 花園桃花(28日)
  - 入江彩乃(28日)
  - 鈴木悟(31日)
- 11月
  - ドラゴン・ダイヤ(6日)
  - 國﨑康生(14日)
  - 櫻井裕子(15日)
  - 松井珠紗(15日)
  - 川畑梨瑚(15日)
  - 大森北斗(17日)
  - 猫はるな(17日)
  - 星来芽依(18日)
  - 原宿ぽむ(27日)
- 12月
  - YUMI(1日)
  - 岡田欣也(7日)
  - 林亜佑美(23日)
  - Maria(24日)
  - 鎌田直樹(25日)
  - 鈴季すず(31日)

## 2019年(平成31年、令和元年)
- 1月
  - 青柳亮生(2日)
  - 田村男児(2日)
  - ウナギ・サヤカ(4日)
  - 晴斗希(6日)
  - 飯田沙耶(14日)
- 2月
  - 鈴木槙吾(11日)
  - 安倍鷹大(17日)
  - 鬼塚一聖(23日)
  - 桐生真弥(23日)
- 3月
  - 梅咲遥(10日)
- 4月
  - ストロングマシーン・J(10日)
  - AKARI(14日)
  - 天願牛丸(29日)
  - 向後桃(30日)
- 5月
  - バニー及川(1日)
  - Yappy(2日)
  - 舞海魅星(3日)
  - 佐藤孝亮(5日)
  - 清水佑(6日)
  - 古田恭三(6日)
  - 武蔵龍也(7日)
  - 舞華(7日)
  - マドレーヌ(12日)
- 6月
  - 鈴木敬喜(23日)
- 7月
  - 藤村加偉(2日)
  - 稲葉ともか(8日)
  - rhythm(8日)
  - イーグルマスク(8日)
  - 新(8日)
  - KANON(8日)
  - 一ノ瀬恋凪(13日)
- 8月
  - 上谷沙弥(10日)
  - 久令愛(11日)
  - 鈴芽(25日)
  - リンリン(28日)
  - 咲百合(28日)
  - 桐原季子(28日)
  - ルルペンシル(28日)
  - 小石川チエ(28日)
  - 沙也加(28日)
- 9月
  - 杉山憧太(1日)
  - 忰田信浩(8日)
  - 橋之介(19日)
  - 田村ハヤト(24日)
  - 岡優里佳(28日)
- 10月
  - ななみ(6日)
  - 中村圭吾(19日)
  - 仁木琢郎(23日)
- 11月
  - 長谷川美子(6日)
  - ナカ・シュウマ(10日)
  - 若松大樹(10日)
  - 星野唯月(23日)
- 12月
  - 小舩賢登(22日)
  - 亀井丈人(22日)
  - 花穂ノ利(23日)
  - 海和択弥(25日)
  - 薄井鉄央(28日)